# Brajniki
Brajniki (niem. Braynicken) – wieś w Polsce, w województwie warmińsko-mazurskim, w powiecie szczycieńskim, w gminie Jedwabno.
W latach 1975–1998 miejscowość należała administracyjnie do województwa olsztyńskiego.

## Nazwa
12 lutego 1948 r. ustalono urzędową polską nazwę miejscowości – Brajniki, określając drugi przypadek jako Brajnik, a przymiotnik – brajnicki.